# Anisodontea reflexa
Anisodontea reflexa là một loài thực vật có hoa trong họ Cẩm quỳ. Loài này được (J.C.Wendl.) D.M.Bates mô tả khoa học đầu tiên năm 1969.